# Villa Déramond

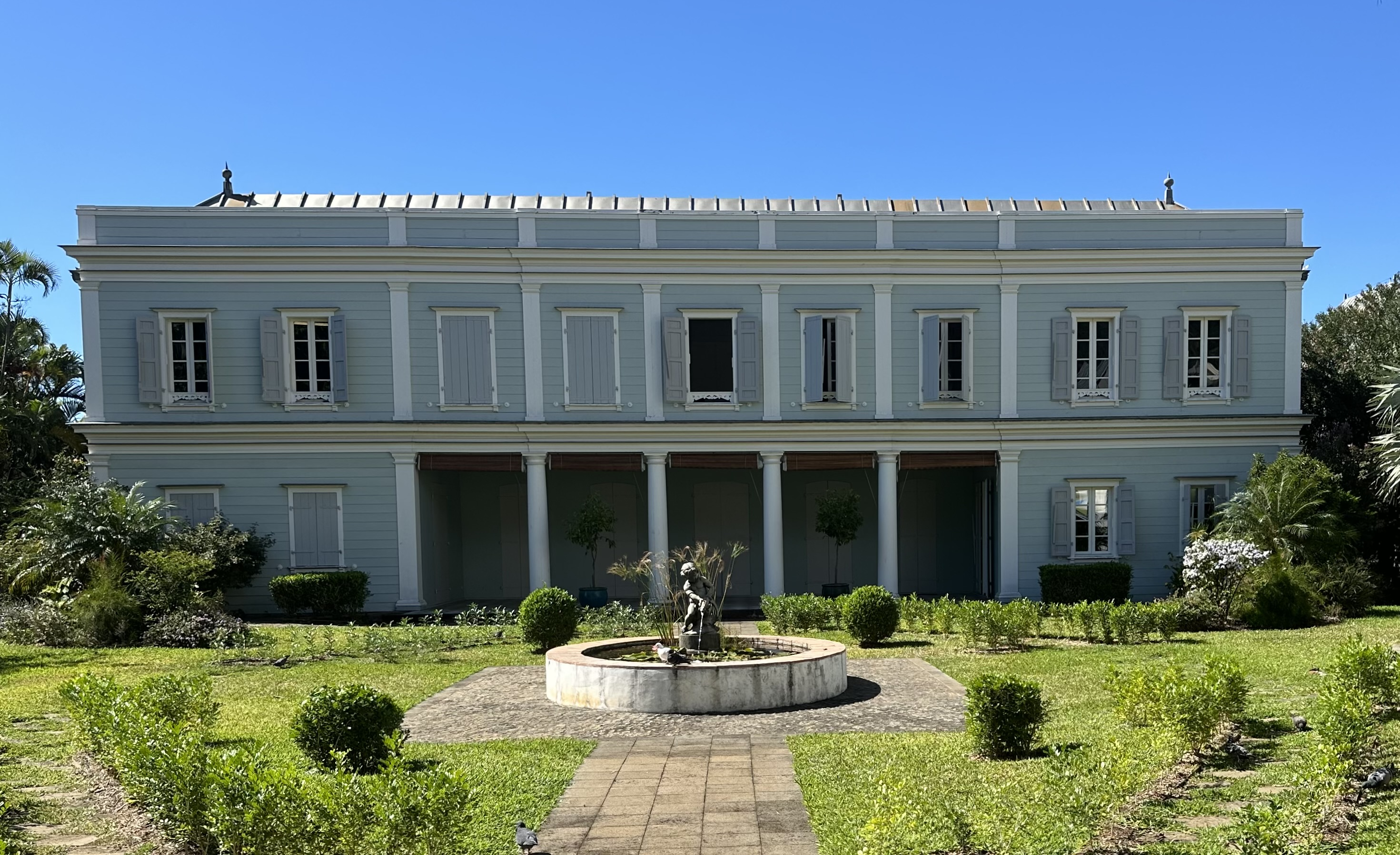
Villa Déramond, 2024

Die Villa Déramond (auch Maison Déramond-Barre) ist eine denkmalgeschützte kreolische Villa in Saint-Denis auf der französischen Insel Réunion.

## Lage
Das Gebäude befindet sich im Zentrum von Saint-Denis mittig auf der Ostseite der Rue de Paris, in einer Ecklage zur südlich verlaufenden Rue de Maréchal Leclerc, an der Adresse 35, Rue de Paris. Dem Haus ist nach Westen ein großer parkartiger Garten vorgelagert.

## Architektur und Geschichte
Bei dem Grundstück handelt es sich um eine der ältesten bebauten Flächen der Straße. Ursprünglich gehörte das Grundstück der Französischen Ostindienkompanie. Schon Ende des 18. Jahrhunderts stand hier ein hölzerner Bau, dem an den Ecken zwei weitere zweigeschossige Holzbauten vorgelagert waren. Nebenbauten befanden sich nördlich und östlich.
In der Zeit zwischen 1830 und 1832 ließ sich Gaspard Victor de Heaulme-Loricourt, Eigentümer einer Zuckerfabrik in Sainte-Suzanne, mit seiner Familie hier nieder. Er veränderte das Anwesen grundlegend und ließ die beiden zweigeschossigen Holzhäuser durch einen Bau verbinden, der mit hölzernen Säulen versehen wurde. Das zentrale Gebäude wurde aufgestockt. Die straßenseitige Fassade ist deutlich breiter als das dahinter liegende Haus, so dass ein größeres Gebäude vorgetäuscht wird. Es ist das erste Gebäude dieser Bauform in der kreolischen Architektur. Die Bauweise wurde später häufiger aufgegriffen.

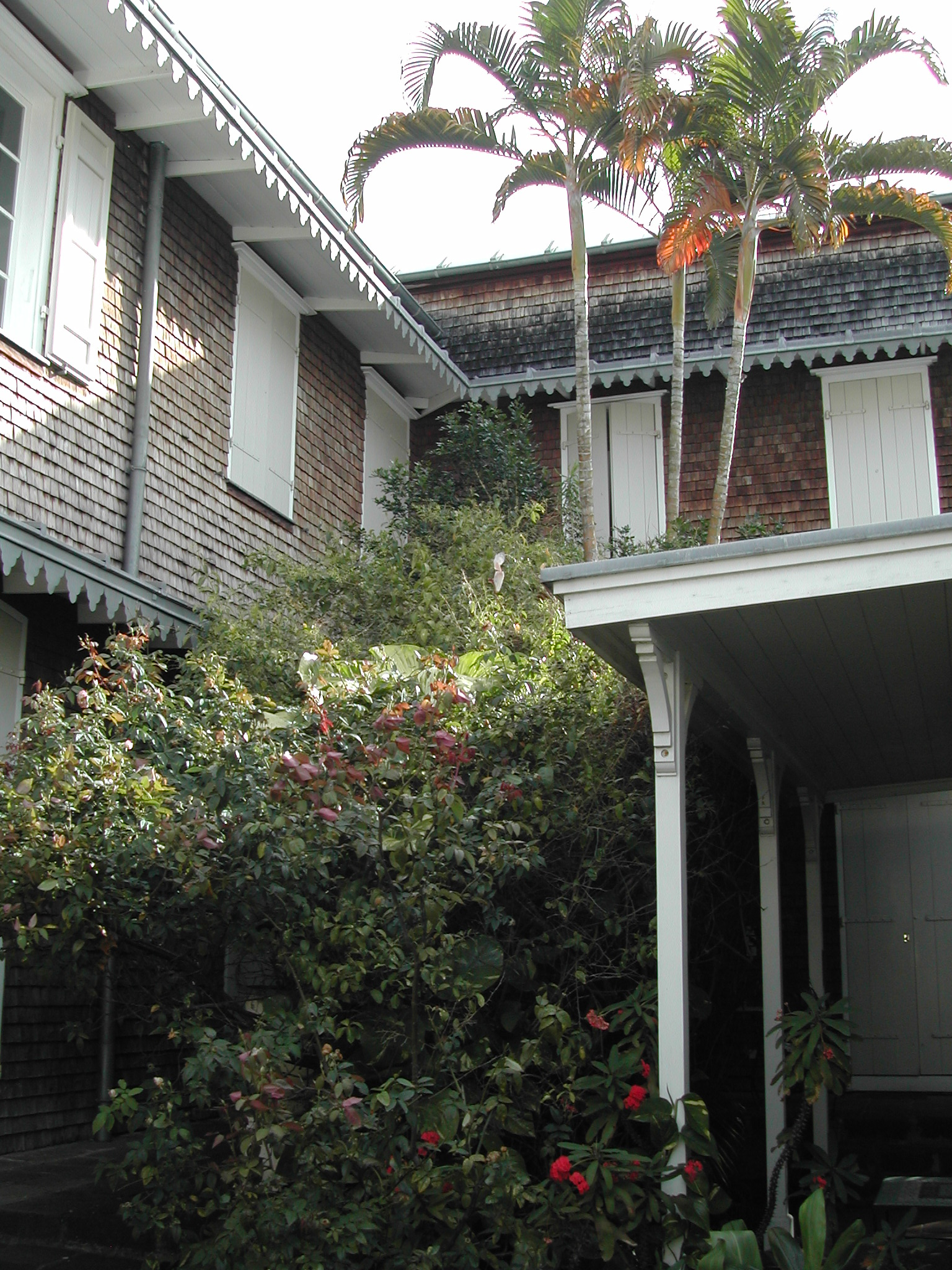
Architekturdetail

Die Fassade verfügt neben toskanischen Säulen als zierende Elemente auch über Pilaster und profilierte Konsolen unterhalb der Fenster. Das Dach setzt hinter einer Attika an. Die Architektur hat klassizistische Formen. Die Fassadengestaltung an den Seiten- und Rückfronten ist schlichter, zum Teil wurden für die lokale Architektur typische Schindeln aus Tamarindenholz eingesetzt. Hinter dem Haus wird das Grundstück durch einen Zaun symbolisch geteilt. In dem weiter hinten gelegenen Teil befinden sich steinerne Nebengebäude, die bis zur östlichen Grundstücksgrenze reichen. Dieser hintere Bereich, eine typische Erscheinung bei Eckgrundstücken mit einem zweiten Eingang in der Region, war privater als der vordere Teil und der Familie und den Hausangestellten vorbehalten. Dort wurden Mahlzeiten zubereitet aber auch Wäsche gebügelt und gewaschen. Die Hausangestellten wohnten hier. Außerdem waren Lager und Ställe in diesem Bereich angeordnet. Die große Küche ist an der nordwestliche Ecke dieses Bereichs angeordnet. In der Küche steht ein großer Kamine. Es ist der letzte erhaltene Kamin dieser Art in Saint-Denis. Bedeckt mit feuerfesten Ziegeln, deren Verwendung für Küchendächer in Saint-Denis seit 1817 aus Brandschutzgründen vorgeschrieben war.
Im Jahr 1838 wurde hier der Dichter Leon Dierx geboren. Auch der Dichter Évariste de Parny lebte zeitweise im Haus.
1906 erwarb Ocatve Déramond das Haus. Er soll das im Jugendstil gestaltete Badezimmer veranlasst haben. Der Familie Dérmond wird auch die Neugestaltung des Gartens auf der Vorderseite des Hauses in der Zeit zwischen 1920 und 1930 zugeschrieben. Sie entfernten Bäume, die die Fassade verdeckten und ersetzten sie durch Rosenbeete. Im Garten wurden drei Brunnenskulpturen aufgestellt, die jeweils Kinder darstellen, die Tiere halten. Im Haus wurde 1924 der spätere französische Premierminister Raymond Barre geboren, der hier seine ersten 20 Lebensjahre verbrachte.
Ursprünglich bestand am Grundstückseingang Binder Rue de Paris her ein hölzernes Gitter. Es wurde jedoch durch ein Gitter und ein Tor aus Gusseisen ersetzt, die sich ursprünglich an einem anderen Haus in Saint-Denis befanden.
Seit 1987 gehört das Haus dem Département Réunion. Von 1989 bis 1993 erfolgte eine Sanierung. Der Garten wurde 2015 bis 2017 erneuert. Er ist ein Zeugnis für das urbane Leben in Saint-Denis im 19. Jahrhundert.
Seit dem 6. Juli 1987 ist die Villa als Monument Historique ausgewiesen. In der Villa ist eine Abteilung einer mit Architektur und dem Kulturerbe befassten Behörde untergebracht.